# Conflicto de Darfur
El conflicto de Darfur fue un conflicto militar que comenzó en febrero de 2003, por causa racial y étnica en la región de Darfur, en el oeste de Sudán, principalmente entre los yanyauid, un grupo de milicianos formados por miembros de las tribus Baggara de los Abbala (criadores de camellos de etnia árabe) y los grupos etnolinguisticos nilo-saharianos de no Baggaras y principalmente agricultores. El gobierno sudanés, aunque públicamente ha negado su apoyo a los yanyauid, les ha proporcionado armas y asistencia, y ha participado junto con ellos en varios ataques contra los pueblos fur, zaghawa y masalit. El inicio del conflicto suele situarse en febrero de 2003.
A diferencia de lo que ocurrió en la segunda guerra civil sudanesa, no se trata de un conflicto entre musulmanes y no musulmanes dado que la mayoría de los habitantes de Darfur son musulmanes, sino que se trata de un conflicto racial y étnico entre árabes y grupos etnolinguísticos nilo-saharianos de raza negra.
No existe acuerdo en cuanto al número de muertes producidas por el conflicto. Generalmente se considera creíble la cifra de 400.000 víctimas dada por la organización no gubernamental Coalición para la Justicia Internacional, que ha sido también implícitamente dada por válida por la ONU. Se cree que más de dos millones de personas se han visto desplazadas de sus hogares a causa del conflicto.
El conflicto ha sido descrito como un genocidio hacia los habitantes de raza negra por los medios de comunicación internacionales y por el gobierno de Estados Unidos, aunque no por la ONU.
El 31 de julio de 2007 la ONU decide el envío de 26 000 soldados a Darfur en una decisión calificada por el secretario general de la ONU, Ban Ki-moon, como "histórica". Sólo unos meses atrás, el 25 de abril, Mohamed y Amida, un matrimonio sudanés testigo del genocidio que se estaba viviendo en la región, habían aportado en una comparecencia en Madrid su testimonio de la masacre, apoyado por las imágenes obtenidas de forma clandestina -con la colaboración de un equipo de reporteros españoles- que mostraban la existencia de fosas comunes, así como testimonios de  
El 31 de agosto de 2020 se firmó un acuerdo general de paz entre las autoridades sudanesas y varias facciones rebeldes para poner fin a las hostilidades armadas.

## Lista de siglas
A continuación se explicita el significado de las siglas empleadas en el artículo.
- UA: Unión Africana
- FLD: Frente de Liberación de Darfur, antiguo nombre del Movimiento de Liberación de Sudán. En inglés se utilizan las siglas DLF (Darfur Liberation Front).
- MLS: Movimiento de Liberación de Sudán, también llamado Ejército de Liberación de Sudán. En inglés se utilizan las siglas SLA (Sudan Liberation Army) o SLM (Sudan Liberation Movement).
- MJI: Movimiento Justicia e Igualdad. En inglés se utilizan las siglas JEM (Justice and Equality Movement).

## Orígenes del conflicto
Aunque tiene raíces bastante más antiguas, el actual conflicto se inició cuando concluía la segunda guerra civil sudanesa, que enfrentó al norte musulmán del país con el sur, mayoritariamente cristiano y animista. Esta guerra agudizó las tensiones entre la población negra y la de origen árabe en Darfur, a pesar de que ambas son mayoritariamente musulmanas.
La región de Darfur se encuentra en el oeste de Sudán, en la zona limítrofe con Libia, Chad y la República Centroafricana, e integra tres estados (Shamal Darfur o Darfur Septentrional, Gharb Darfur o Darfur Occidental, y Janub Darfur o Darfur Meridional). Darfur fue un sultanato independiente hasta 1916, en que se incorporó al Sudán anglo-egipcio.
Excepto en el norte, donde predomina la población nómada de origen árabe, en la región de Darfur conviven etnias negras africanas con población de origen árabe. La etnia africana más importante son los fur, de los que toma su nombre el territorio, pero hay varias etnias más, entre las que destacan los zaghawa y los masalit. Estas tribus negras se dedican principalmente a la agricultura, y comparten el territorio con varios grupos étnicos minoritarios de origen árabe, llegados a la zona posteriormente, conocidos como Baggara (literalmente, "los de las vacas") y dedicados sobre todo al pastoreo nómada.
Los conflictos interétnicos se deben sobre todo a la competencia por los escasos recursos de la zona, y se han agudizado en los últimos decenios debido al considerable aumento demográfico y a las condiciones climáticas adversas. Durante las décadas de 1980 y de 1990 se produjeron varios enfrentamientos entre las poblaciones negra y árabe. Especialmente cruentos fueron los producidos entre 1985 y 1988, en los que se calcula que perecieron violentamente alrededor de 5000 personas de etnia fur y unos 400 árabes, coincidiendo con la terrible sequía y consiguiente hambruna que asolaron la región. Después de 1989, la llegada al poder en Sudán de un régimen militar de signo islamista alentó las esperanzas de las tribus árabes, y durante los años 90 tuvieron lugar varias guerras de dimensiones locales. Fue durante esta época cuando se organizaron los yanyauid, grupos árabes paramilitares, que lanzaron numerosos ataques contra las comunidades fur y masalit.
A comienzos del siglo XXI, coincidiendo con la segunda guerra civil sudanesa, se agudizaron aún más las tensiones interétnicas entre las poblaciones negra y árabe. Entre los primeros se extendió el sentimiento de que eran relegados por el gobierno. A comienzos de 2003, dos grupos negros rebeldes — el Movimiento Justicia e Igualdad (MJI) y el Movimiento de Liberación de Sudán (MLS) — acusaron al gobierno sudanés de oprimir a la población negra en favor de los árabes. El MLS, más amplio que el MJI, se relaciona generalmente con los fur y los masalit, así como con el clan Wagi de los zaghawa, mientras que el MJI se asocia más bien al clan Kobe de los zaghawa.

## Desarrollo del conflicto

### Inicios
Suele afirmarse que el inicio del conflicto de Darfur tuvo lugar el 26 de febrero de 2003, cuando un grupo autodenominado Frente de Liberación de Darfur (Darfur Liberation Front) reivindicó un ataque a Golo, el principal centro militar en el distrito Jebel Marra. Sin embargo, el conflicto se había iniciado en Darfur antes de esa fecha, ya que los rebeldes habían atacado comisarías de policía, puestos militares fronterizos y convoyes del ejército, y el gobierno ya había iniciado un asalto masivo por tierra y aire contra la fortaleza rebelde en las montañas de Marrah. La primera acción militar de los rebeldes fue un exitoso ataque contra la guarnición en la montaña el 25 de febrero de 2002, y el gobierno sudanés estaba en alerta desde el ataque a la estación de policía de Golo en junio de 2002. Los cronistas Julie Flint y Alex de Waal afirman que el comienzo de la rebelión debe datarse más bien el 21 de julio de 2001, cuando un grupo de zaghawa y fur se reunieron en Abu Gamra, y juraron por el Corán trabajar juntos para defenderse de los ataques gubernamentales a sus aldeas. Debe tenerse en cuenta que casi todos los habitantes de Darfur son musulmanes, tanto los insurgentes como los yanyauid y los líderes gubernamentales de Jartum.
El 25 de marzo de 2003, los rebeldes conquistaron la ciudad de Tine, junto a la frontera de Chad, consiguiendo grandes cantidades de víveres y armamento. A pesar de las amenazas del presidente Omar al-Bashir de "soltar" al ejército, los militares tenían pocos recursos. El ejército se encontraba desplegado en el Sur, donde la segunda guerra civil sudanesa se encaminaba hacia su fin, y en el Este, donde rebeldes patrocinados por el gobierno eritreo amenazaban el oleoducto recientemente construido para transportar petróleo desde los campos de petróleo de Port Sudan. El ejército, poco entrenado en operaciones en el desierto, se vio impotente para hacer frente a la táctica rebelde de lanzar rápidos ataques utilizando vehículos Toyota Land Cruiser por toda la región. Sin embargo, el bombardeo aéreo de las posiciones rebeldes en las montañas fue devastador.
A las cinco y media de la mañana del 25 de abril de 2003, una fuerza combinada del Movimiento de Liberación de Sudán (MLS) y del Movimiento Justicia e Igualdad (MJI), formada por 33 Land Cruisers, entró en El Fasher y atacó a la guarnición mientras dormía. En las siguientes horas, cuatro bombarderos Antonov y helicópteros de combate, según fuentes gubernamentales (siete según los rebeldes) fueron destruidos en tierra. Mataron a 75 soldados, pilotos y técnicos, y capturaron a otros 32, incluyendo al comandante de la base. Los rebeldes tuvieron nueve bajas. El éxito de la incursión no tenía precedentes en Sudán: en los veinte años de guerra en el Sur, el Ejército de Liberación del Pueblo de Sudán (Sudan People's Liberation Army, SPLA) nunca había conseguido llevar a cabo una operación similar.

### Intervención de los yanyauid
El ataque de El Fasher marcó un importante punto de inflexión, tanto desde el punto de vista militar como psicológico. Las fuerzas armadas habían sido humilladas, y el gobierno se enfrentaba a una complicada situación estratégica. Se hizo evidente que era necesario entrenar a los soldados para esta nueva clase de guerra, y se suscitaron sospechas bien fundadas acerca de la lealtad de muchos oficiales y soldados nativos de Darfur.
La responsabilidad de enfrentar a los rebeldes recayó sobre la Inteligencia Militar sudanesa. Sin embargo, en los meses intermedios de 2003, los rebeldes vencieron en 34 de 38 enfrentamientos. En mayo, el MLS destruyó un batallón en Kuttum, causando 500 víctimas y haciendo 300 prisioneros, y, a mediados de julio, 250 soldados murieron en un segundo ataque a Tine. El MLS comenzó a moverse hacia el este, amenazando con extender la guerra a la provincia de Kordofán.
Esto hizo que el gobierno sudanés modificase su estrategia. Dado que el ejército había sido claramente derrotado, se decidió basar el esfuerzo bélico en tres elementos: la inteligencia militar, la fuerza aérea y los yanyauid, ganaderos baggara armados que el gobierno había utilizado ya para reprimir el levantamiento de los masalit en 1996-1999. Los yanyauid se convirtieron en el centro de la nueva estrategia gubernamental de contrainsurgencia. Los recursos militares se concentraron en Darfur, y los yanyauid fueron organizados como una fuerza paramilitar, con equipamiento de comunicaciones y algo de artillería.
Como resultado, en la primavera de 2004 varios miles de personas — la mayoría de etnias no árabes— habían sido asesinados, y cerca de un millón desplazados de sus hogares, lo que provocó una importante crisis humanitaria en la región. La crisis alcanzó una dimensión internacional cuando unos 100.000 refugiados se adentraron en el vecino Chad, perseguidos por milicianos yanyauid, que se enfrentaron con las tropas del gobierno de Chad en la frontera. Más de 70 milicianos y 10 soldados chadianos murieron en un enfrentamiento con artillería en abril.
Un equipo de observadores internacionales de Naciones Unidas informó que las aldeas no árabes habían sido destruidas por completo, mientras que los poblados árabes permanecían intactos:
Las 23 aldeas fur en la unidad administrativa de Shattaya han sido completamente despobladas, saqueadas y quemadas hasta los cimientos [el equipo observó varios sitios de similares características, en un recorrido por el área que duró dos días]. Sin embargo, en medio de estos lugares carbonizados se encuentran indemnes los asentamientos árabes, poblados y en funcionamiento. En algunos lugares, la distancia entre una aldea fur destruida y un pueblo árabe es de menos de 500 metros

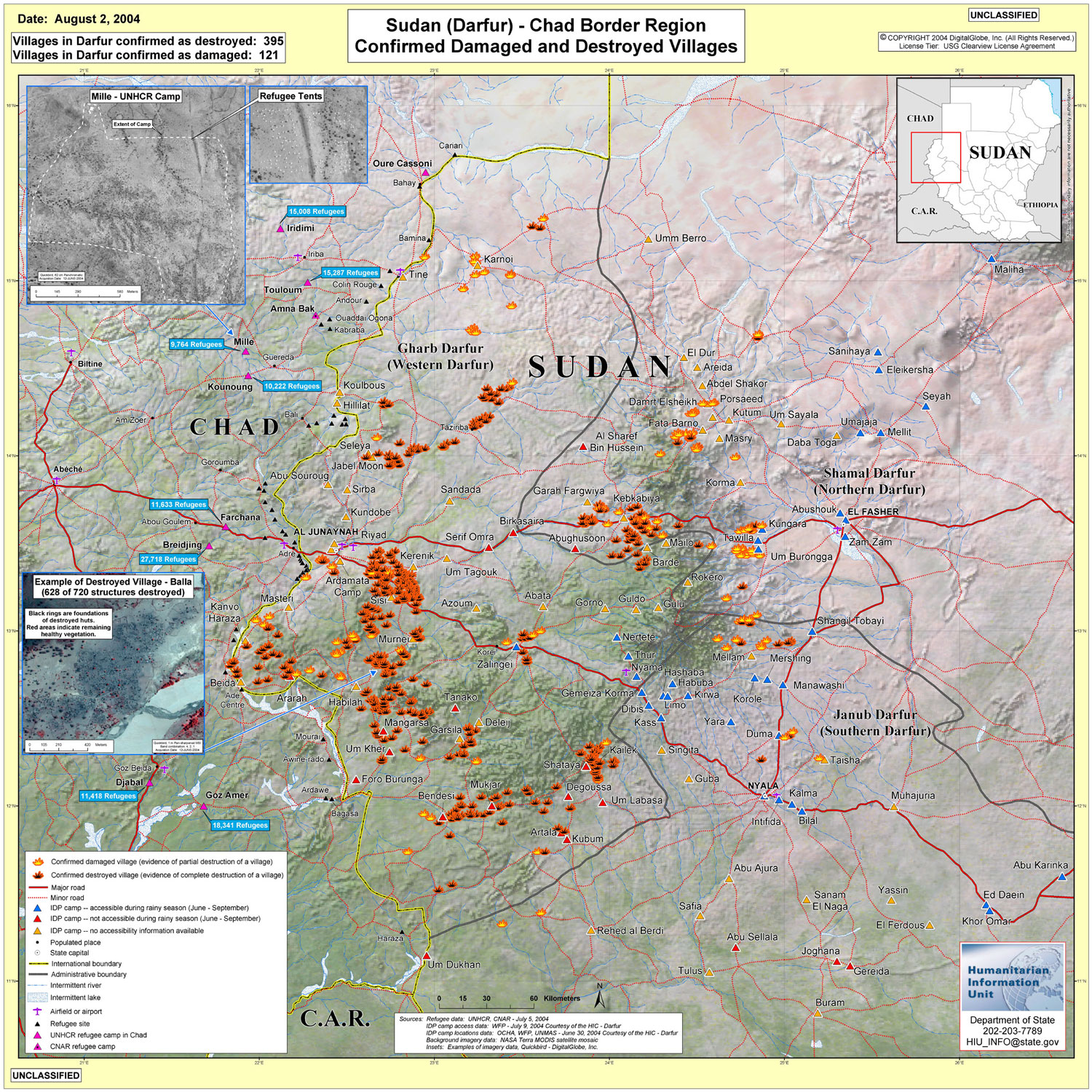
Aldeas destruidas en Darfur. La imagen refleja la situación en agosto de 2004 (Fuente: DigitalGlobe, Inc. and Department of State via USAID).

### Acuerdo de alto el fuego
En 2004, Chad patrocinó la negociación entre los grupos en conflicto en Yamena, lo que tuvo como consecuencia que se firmase un acuerdo de alto el fuego el 8 de abril entre el gobierno sudanés, el MJI y el MLS. Un grupo se escindió del MJI en abril (el Movimiento Nacional para la Reforma y Desarrollo) y no participó en las conversaciones ni en el acuerdo de alto el fuego. Tanto los yanyauid como los rebeldes continuaron atacando después del acuerdo. En agosto de 2004, la Unión Africana envió tropas para supervisar el cumplimiento del alto el fuego. Esta fuerza militar, inicialmente formada por 150 soldados ruandeses, se iría incrementando hasta un total de 7.000 efectivos, desplegados en abril de 2005, que permanecen hasta enero de 2007 en Darfur.
La escala de la crisis hizo que varias personalidades advirtieran de un desastre inminente, entre ellas el entonces secretario general de Naciones Unidas, Kofi Annan, que advirtió del riesgo de genocidio en Darfur. Las atrocidades cometidas por los yanyauid fueron comparadas con el Genocidio de Ruanda, lo que fue ardientemente desmentido por el gobierno sudanés. Observadores independientes destacaron que las tácticas, que incluían las mutilaciones y asesinatos de no combatientes e incluso de niños, eran más afines a la limpieza étnica utilizada en las Guerras de Yugoslavia, y alertaron al mundo sobre el hecho de que cientos de miles de personas se encontraban imposibilitadas de recibir ayuda. El Grupo Internacional de Crisis, radicado en Bruselas, informó en mayo de 2004 de que más de 350.000 personas podían morir a consecuencia del hambre y las enfermedades.
El 10 de julio de 2005, John Garang, antiguo dirigente del SPLA, juró el cargo de vicepresidente de Sudán Quince días después, el 30 de julio, falleció en un accidente de helicóptero Su muerte tuvo como consecuencia que las conversaciones de paz entre los diversos grupos rebeldes de la región fuesen más lentamente.

### Crisis con Chad
El 18 de diciembre de 2005, un grupo rebelde de Chad, supuestamente formado por yanyouid, salió de Darfur y atacó la ciudad chadiana de Adre, cerca de la frontera sudanesa. Chad culpó al gobierno sudanés del ataque, el segundo en la región en tres días. Las crecientes tensiones en la región llevaron al gobierno de Chad a declarar las hostilidades contra Sudán, y a llamar a los ciudadanos chadianos a movilizarse contra el "enemigo común". Oficialmente, ese fue el comienzo del Conflicto Chad-Sudán, que concluyó oficialmente menos de dos meses después del ataque a Adre, cuando se firmaron, el 8 de febrero de 2006, los Acuerdos de Trípoli.

### Acuerdos de paz
El 5 de mayo de 2006, el gobierno de Sudán firmó en Abuya, Nigeria, un acuerdo con la facción del MLS liderada por Minni Minnawi, en una reunión auspiciada por el subsecretario de estado estadounidense Robert B. Zoellick, el presidente de Nigeria, el presidente de turno de la Unión Africana y varios destacados diplomáticos extranjeros. Sin embargo, el acuerdo fue rechazado tanto por el MJI como por una facción rival del mismo MLS, dirigida por Abdul Wahid Mohamed el Nur.
Los puntos principales del acuerdo, de 85 páginas, eran el desarme de las milicias yanyauid y la incorporación de los efectivos de los grupos rebeldes negros al ejército sudanés.
A pesar del acuerdo, continuaron los combates en Darfur.

### Resoluciones de Naciones Unidas
El 31 de agosto de 2006, el Consejo de Seguridad de Naciones Unidas aprobó una resolución para enviar una nueva fuerza de pacificación a la zona de 17.300 soldados, en sustitución de los efectivos de la Unión Africana. Sudán manifestó su enérgica oposición a esta resolución. El 1 de septiembre, según informaron oficiales de la UA, Sudán lanzó una gran ofensiva en Darfur y, poco después, conminó a la Unión Africana a abandonar la región. La Resolución 1706 fue inesperadamente apoyada por el presidente de Chad, Idriss Déby.
El 2 de octubre de 2006, tras la suspensión de la iniciativa de Naciones Unidas debido a la firme oposición sudanesa, la Unión Africana anunció que prolongaría su presencia en la zona hasta finales de año. Poco después, el 6 de octubre, el Consejo de Seguridad de Naciones Unidas votó la extensión del mandato de la Misión de Naciones Unidas en Sudán hasta el 30 de abril de 2007.
El 31 de julio de 2007, el Consejo de Seguridad de Naciones Unidas aprobó por unanimidad el envío de 19.555 soldados y 6.432 policías a la región (Resolución 1769). La fuerza multinacional, bautizada como UNAMID, complementará a las tropas desplegadas por la Unión Africana.

### Nuevo plan para Darfur (2007)
El enviado especial de la ONU a Darfur, Jan Eliasson, viajará a la región con el objetivo de poner fin a los enfrentamientos entre los grupos rebeldes y el gobierno sudanés.
La ONU quiere reforzar el número de tropas en Darfur pero aún no se ha logrado un acuerdo con Sudán sobre el número de soldados de la ONU que se desplegarían en la región.

### 2008
El 20 de Febrero una nueva ofensiva del gobierno y las milicias logró atrapar a miles de refugiados a lo largo de la frontera con Chad. El 21 de febrero, el total de muertos en Darfur ascendía a 450.000 y se estima que 3.245.000 personas fueron desplazadas.
El 10 de mayo de 2008, soldados del gobierno sudanés y rebeldes de Darfur se enfrentaron en la ciudad de Omdurman, frente a la capital, Jartum, por el control de un cuartel militar. También allanaron una base policial de la que robaron vehículos policiales. Un portavoz de la policía sudanesa dijo que el líder de los atacantes, Mohamed Saleh Garbo, y su jefe de inteligencia, Mohamed Nur Al-Deen, murieron en el enfrentamiento.

### 2009
El general Martin Agwai, jefe de la misión conjunta de la Unión Africana y las Naciones Unidas en Darfur, dijo que la guerra había terminado en la región, aunque persistían disputas de bajo nivel. Todavía había "bandolerismo, problemas localizados, gente tratando de resolver problemas sobre el agua y la tierra a nivel local. Pero la guerra real como tal, creo que hemos superado eso", dijo.

### 2010-2012
En diciembre de 2010, representantes del Movimiento de Liberación y Justicia, una organización que aglomeraba a diez grupos rebeldes formados en febrero de 2010, inició una nueva ronda de conversaciones con el gobierno sudanés en Doha. Se formó un nuevo grupo rebelde, las Fuerzas de Resistencia de la Alianza Sudanesa en Darfur, y el JEM planeó nuevas conversaciones. Las conversaciones terminaron el 19 de diciembre con un acuerdo solo sobre los principios básicos; estos incluyeron una autoridad regional y un referéndum sobre la autonomía. Se discutió la posibilidad de un vicepresidente de Darfuri.

## Número de víctimas

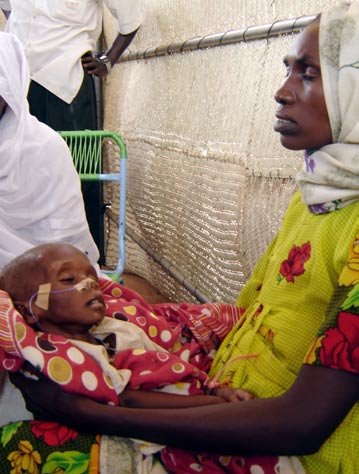
Una madre y su hijo, recién llegado al campo de desplazados de Abu Shouk en el norte de Darfur.

Es difícil calcular con precisión el número de bajas producidas a consecuencia del conflicto, en gran parte porque el gobierno sudanés impone serias trabas a los periodistas que intentan documentar los hechos. En septiembre de 2004, la Organización Mundial de la Salud (OMS) hizo pública la cifra de 50.000 muertes en Darfur desde el comienzo del conflicto, 18 meses atrás. La mayoría de estas víctimas habrían fallecido por inanición. Al mes siguiente, se calcularon 70.000 fallecidos por inanición y enfermedades entre marzo y octubre de 2004. Estas cifras fueron muy criticadas, ya que se referían a cortos períodos de tiempo, y no tenían en cuenta las muertes violentas. Un informe del Parlamento Británico asegura que más de 300.000 personas han fallecido, y otros consideran cifras aún más elevadas.
En marzo de 2005, el Subsecretario General de Naciones Unidas para Asuntos Humanitarios, Jan Egeland, calculó que se estaban produciendo unas 10.000 muertes mensuales, sin contar aquellas producidas por la violencia étnica. Han sido desplazadas de sus hogares alrededor de dos millones de personas, la mayoría de los cuales han buscado refugio en campos cercanos a las principales ciudades del territorio. Unos 200.000 han huido a Chad.
En un informe de abril de 2005 que representa el análisis estadístico más completo hasta la fecha, la Coalición para la Justicia Internacional calculó que 400.000 personas habían muerto en Darfur desde el inicio del conflicto. Esta es la cifra utilizada por la mayoría de las organizaciones humanitarias y de derechos humanos.
El 28 de abril de 2006, Eric Reeves aventuró una cifra de más de 450.000 muertos, que no ha sido verificada de forma independiente. El 21 de septiembre del mismo año, un artículo del Servicio de Noticias de Naciones Unidas aseguraba que la organización considera que unas 400.000 personas han muerto y unos 2.000.000 han debido abandonar sus hogares", lo que parece indicar que la cifra de 400.000 muertes es considerada creíble por la ONU. A pesar de las cifras oficiales, muchos medios independientes y ONG consideran que el número de víctimas es considerablemente mucho mayor.

## La violación como arma de guerra
En el curso de estos ataques se mata a personas, se viola a mujeres y se obliga a los habitantes de la zona a abandonar sus pueblos después de incendiar sus hogares y de quemar o robar sus cultivos y su ganado, que son sus principales medios de subsistencia.
En mayo de 2004, delegados de Amnistía Internacional fueron a Chad para recabar más información sobre la violencia perpetrada contra las mujeres en Darfur. La organización entrevistó a decenas de mujeres y recopiló los nombres de 250 que habían sido violadas durante el conflicto. Los testimonios recogidos, así como los informes sobre actos de violencia sexual recopilados en Darfur por la ONU, periodistas independientes y organizaciones no gubernamentales, indican sin lugar a dudas que las violaciones y otras formas de violencia sexual constituyen un fenómeno generalizado. En Darfur, la violación y demás formas de violencia sexual no son una mera consecuencia del conflicto o del comportamiento de tropas indisciplinadas, sino que los testimonios recogidos por Amnistía Internacional indican que se están utilizando como arma de guerra con el fin de humillar, castigar, controlar, atemorizar y desplazar a las mujeres y a sus comunidades. En Darfur, la violación y otras formas de violencia sexual constituyen graves infracciones del derecho internacional de derechos humanos y del derecho internacional humanitario, incluidos crímenes de guerra y crímenes de lesa humanidad.